# Hamaide

Drei Hamaiden mit schrägen Enden

Eine Hamaide wird in der Heraldik ein gekürzter Balken bezeichnet, dessen beide Enden in Richtung Schildfuß abgeschrägt sind. Da er nicht den Schildrand  wie ein Heroldsbild berührt, wird er in der Wappenkunst zur gemeinen Figur gezählt.  Der Begriff  ist dem Französischen hamayde entlehnt. Oft werden drei Balken übereinander gelegt, wobei der obere der längere und der untere der kürzere ist.  Es werden dann auch drei Hamaiden blasoniert. In neuerer Zeit sind die Balkenenden gerade oder gerundet und von gleicher Länge.

## Einzelnachweis
1. ↑  Gert Oswald: Lexikon der Heraldik. VEB Bibliographisches Institut, Leipzig 1984 (Auch: Bibliographisches Institut, Mannheim u. a. 1985, ISBN 3-411-02149-7).